# Nico Denz
Nico Denz (Waldshut-Tiengen, 15 februari 1994) is een Duits wielrenner die sinds 2022 rijdt voor BORA-hansgrohe.

## Carrière
Voordat Denz bij BORA-hansgrohe ging rijden was hij actief bij Team DSM en AG2R La Mondiale. In juli 2015 werd hij op het Duits wegkampioenschap voor beloften derde achter Nils Politt en Moritz Backofen. In de Ronde van Italië 2023 boekte hij op verrassende wijze twee etappezeges. In de twaalfde etappe, van Bra naar Rivoli, zegevierde hij vanuit de kopgroep nadat hij Toms Skujiņš versloeg in een sprint om de zege. Twee dagen later zegevierde Denz wederom vanuit de vroege vlucht van de etappe. Ditmaal reed hij in de veertiende etappe Derek Gee en Alberto Bettiol uit het wiel voor de eindstreep.

## Overwinningen
2017
Bergklassement Ster van Bessèges
2018
Ronde van de Vendée
2020
2e etappe Ronde van Slowakije
2022
6e etappe Ronde van Zwitserland
2023
12e en 14e etappe Ronde van Italië
5e etappe Ronde van Turkije
2025
18e etappe Ronde van Italië

## Resultaten in voornaamste wedstrijden
| Jaar | Ronde van Italië | Ronde van Frankrijk | Ronde van Spanje |
| ---- | ---------------- | ------------------- | ---------------- |
| 2015 |                  |                     |                  |
| 2016 |                  |                     |                  |
| 2017 |                  |                     | uitgesloten      |
| 2018 | 62e              |                     |                  |
| 2019 | 124e             |                     |                  |
| 2020 | 83e              |                     |                  |
| 2021 | 102e             |                     | 114e             |
| 2022 | 111e             |                     |                  |
| 2023 | 57e (2)          |                     | 97e              |
| 2024 |                  | 110e                | buiten tijd      |
| 2025 | 122e (1)         |                     |                  |

| Jaar | Milaan-San Remo | Gent-Wevelgem | Ronde van Vlaanderen | Parijs-Roubaix | Amstel Gold Race | Ronde van Lombardije | Parijs-Tours |  | WK op de weg |  | Wereldranglijsten |
| ---- | --------------- | ------------- | -------------------- | -------------- | ---------------- | -------------------- | ------------ |  | ------------ |  | ----------------- |
| 2015 |                 |               |                      |                |                  |                      | opgave       |  |              |  |                   |
| 2016 |                 | opgave        | opgave               | opgave         |                  |                      | 127e         |  |              |  |                   |
| 2017 | 152e            | opgave        | opgave               | opgave         |                  |                      |              |  |              |  | 396e (UWT)        |
| 2018 |                 | 102e          | 67e                  | 96e            |                  |                      |              |  | 74e          |  | 222e (UWT)        |
| 2019 |                 | 68e           | 122e                 | 36e            |                  |                      |              |  |              |  | 1046e (UWR)       |
| 2020 |                 |               |                      |                |                  | opgave               |              |  | 63e          |  |                   |
| 2021 |                 | opgave        | 63e                  |                | opgave           |                      | 85e          |  |              |  |                   |
| 2022 |                 |               |                      | buit.tijd      | 111e             |                      |              |  | opgave       |  |                   |
| 2023 | 114e            |               |                      |                |                  |                      |              |  | opgave       |  |                   |
| 2024 | 45e             | 59e           | 60e                  |                |                  |                      |              |  |              |  |                   |
| 2025 |                 |               |                      |                |                  |                      |              |  |              |  |                   |

## Ploegen
- 2014 –  AG2R La Mondiale (stagiair vanaf 1-8)
- 2015 –  AG2R La Mondiale (vanaf 1-8)
- 2016 –  AG2R La Mondiale
- 2017 –  AG2R La Mondiale
- 2018 –  AG2R La Mondiale
- 2019 –  AG2R La Mondiale
- 2020 –  Team Sunweb
- 2021 –  Team DSM
- 2022 –  Team DSM
- 2023 –  BORA-hansgrohe
- 2024 –  BORA-hansgrohe
- 2025 –  Red Bull-BORA-hansgrohe

Appollonio · Bagdonas · Bardet · Bérard · Betancur · Bonnafond · Bouet · Chainel · Cherel · Daniel · Domont · Dumoulin · Dupont · Gastauer · Gaudin · Gougeard · Gretsch · Houle · Hoetarovitsj · Kadri · Kern · Minard · Mondory · Montaguti ·  Nocentini · Péraud · Pozzovivo · Riblon · Turgot · Vuillermoz · Bidard (stagiair) · Denz (stagiair) · Raibaud (stagiair)
Bagdonas · Bakelants · Bardet · Bérard · Betancur · Bonnafond · Cherel · Daniel · Denz · Domont · Dumoulin · Dupont · Gastauer · Gaudin · Gougeard · Gretsch · Houle · Jauregui · Kadri · Latour · Minard · Mondory · Montaguti ·  Nocentini · Péraud · Pozzovivo · Riblon · Turgot · Vansummeren · Vuillermoz · Bidard (stagiair) · Campistrous (stagiair) · Pereira (stagiair)
Bagdonas · Bakelants · Bardet · Bérard · Bidard · Bonnafond · Cherel · Daniel · Denz · Domont · Dumoulin · Dupont · Gastauer · Gaudin · Gautier · Gougeard · Gretsch · Houle · Jauregui · Kadri · Latour · Minard · Montaguti · Péraud · Pozzovivo · Riblon · Sergent · Turgot · Vansummeren · Vuillermoz · Cosnefroy (stagiair) · Fabre (stagiair) · Rochas (stagiair)
Bagdonas · Bakelants · Barbier · Bardet · Bérard · Bidard · Cherel · Chevrier · Cosnefroy · Denz · Domont · Dumoulin · Dupont · Duval · Enger · Frank · Gastauer · Gautier · Geniez · Gougeard · Houle · Jauregui · Latour · Montaguti · Naesen · Peters · Pozzovivo · Riblon · Vandenbergh · Vuillermoz · Doléatto (stagiair) · Geniets (stagiair) · Russo (stagiair)
Bagdonas · Bakelants · Barbier · Bardet · Bidard · Cherel · Chevrier · Cosnefroy · Denz · Dillier · Domont · Dumoulin · Dupont · Duval · Frank · Gallopin · Gastauer · Gautier · Geniez · Gougeard · Jauregui · Latour · Montaguti · Naesen · Peters · Vandenbergh · Venturini · Vuillermoz
Bagdonas · Bardet · Bidard · Bouchard · Cherel · Chevrier · Cosnefroy · Denz · Dillier · Domont · Dumoulin · Dupont · Duval · Frank · Gallopin · Gastauer · Geniez · Godon · Gougeard · Hänninen · Jauregui · Latour · Naesen · Paret-Peintre · Peters · Vandenbergh · Venturini · Vuillermoz · Warbasse · Champoussin (stagiair) · Hänninen (stagiair) · Jorgenson (stagiair) · Jullien (stagiair)
Arensman (vanaf 1 juli) · Arndt · Benoot · Bol · Dainese · Denz · Donovan · Eekhoff · Gall · Haga · Hamilton · Hindley · Hirschi · Kanter · Kelderman · A. Kragh Andersen · S. Kragh Andersen · Matthews · Nieuwenhuis · Oomen · Pedersen · Power · Roche · Salmon · Storer · Stork · Sütterlin · Tusveld · Van Wilder · Vermaerke (stagiair)
Arensman · Arndt · Bardet · Benoot · Bol · Brenner · Combaud · Dainese · Denz · Donovan · Eekhoff · Gall · Haga · Hamilton · Hindley · Kanter · A. Kragh Andersen · S. Kragh Andersen · Leknessund · Markl · Nieuwenhuis · Pedersen · Roche · Salmon · Storer · Stork · Sütterlin · Tusveld · Vermaerke · Van Wilder
Arensman · Arndt · Bardet · Bittner (vanaf 1/8) · Bol · Brenner · Combaud · Dainese · Degenkolb · Denz · Donovan · Eekhoff · Hamilton · Heinschke · Hvideberg · A. Kragh Andersen · S. Kragh Andersen · Leknessund · Markl · Mayrhofer · Naberman · Nieuwenhuis · Pedersen · Rodenberg · Stork · Tusveld · van Uden (vanaf 1/8) · Vandenabeele · Vermaerke · Welsford
Aleotti · Archbold · Benedetti · Bennett · Buchmann · Denz · Fabbro · Gamper · Haller · Higuita · Hindley · Jungels · Kämna · Koch · Konrad · Koretzky · Lipowitz · Lührs · Meeus · Mullen · Palzer · Politt · Schachmann · Schelling · Uijtdebroeks · van Poppel · Vlasov · Walls · Wandahl · Zwiehoff
Adrià · Aleotti · Benedetti (tot 18/8) · Buchmann · Denz · Gamper · Hajek · Haller · Herzog · Higuita · Hindley · Jungels · Kämna · Koch · Lipowitz · Lührs · Maciejuk · Martínez · Meeus · Mullen · Palzer · Roglič · Schachmann · Sobrero · van Poppel · Vlasov · Wandahl · Welsford · Zwiehoff